# زكريا الهريش
زكريا الهريش (مواليد 23 أكتوبر 1998) هو لاعب كرة قدم ليبي يلعب في مركز الجناح في نادي اتحاد الجزائر.

## روابط خارجية
- زكريا الهريش على موقع Soccerway.com (الإنجليزية)